# The Saint – Der Mann ohne Namen
The Saint – Der Mann ohne Namen (Originaltitel: The Saint) ist ein US-amerikanischer Spielfilm aus dem Jahr 1997, in dem die von Leslie Charteris entwickelte Figur des Simon Templar im Mittelpunkt steht. Die Regie führte Phillip Noyce, das Drehbuch schrieben Jonathan Hensleigh und Wesley Strick. Die Hauptrollen spielten Val Kilmer und Elisabeth Shue.

## Handlung
Der in einem Waisenhaus aufgewachsene Meisterdieb Simon Templar wird von Ivan Tretiak beauftragt, der Wissenschaftlerin Emma Russell die Formel der Kalten Fusion zu stehlen, was er nach einer Liebesnacht tut. Trotzdem setzt sich ihr Verhältnis fort. Die Formel erweist sich als unvollständig, Templar und Russell werden in Moskau von Tretiak gejagt, der die Macht in Russland übernehmen will und die Formel an den russischen Präsidenten verkauft.
Es kommt zu einem Staatsstreich. Tretiak beschuldigt den Präsidenten öffentlich, Unsummen für die nutzlose Kalte Fusion ausgegeben zu haben. Während einer Demonstration auf dem Roten Platz stellt sich jedoch heraus, dass die Formel inzwischen von Russell vervollständigt und einem russischen Wissenschaftler mitgeteilt wurde: Die auf dem Platz aufgebaute Versuchsanordnung erzeugt fehlerfrei Energie. Tretiaks Versuch der Machtübernahme ist damit gescheitert und er wird festgenommen.
Russell will ihre Entdeckung der ganzen Welt kostenlos zur Verfügung stellen. Der maskierte Templar besucht ihren Vortrag und wird von der anwesenden Polizei erkannt, entkommt aber.

## Kritiken
Der Film erhielt überwiegend negative sowie gemischte Kritiken und erreichte bei Rotten Tomatoes eine Bewertung von 29 %, basierend auf 45 Kritiken. Bei Metacritic konnte ein Metascore von 50, basierend auf 22 Kritiken, erzielt werden.
TV Hören und Sehen 17/1997 beschrieb den Film als „spannend, aber peinlich albern“. TV Today 09/1997 bezeichnete die Handlung als „die dümmste Story des Kinojahres“, TV Spielfilm 09/1997 als „äußerst schwach“.
James Berardinelli verglich den Film auf ReelViews mit GoldenEye, mit dem er sich nicht wirklich messen könne. Der Protagonist unterscheide sich stark von der Hauptfigur der Fernsehserie der 1960er Jahre, die als Inspiration des Films gedient habe. Das Ende sei enttäuschend. Berardinelli lobte die „wundervolle“ Darstellung von Elisabeth Shue.
Das Lexikon des internationalen Films meinte: „Ein spannend und mit hohem Aufwand an Technik und Ausstattung inszenierter Actionthriller auf der Grundlage einer Roman- und Fernsehreihe (‚Simon Templar‘) mit einer erstmals psychologisch fundierten Hauptfigur. Das Rußland-Bild entspricht allerdings noch sehr dem des Kalten Krieges, und die Fortschreibung der Handlung bis hin zum Abwenden eines Putsches führt die ansonsten geradlinige und solide Entwicklung der Geschichte in absurde Höhen.“

## Auszeichnungen
Graeme Revell gewann für die Filmmusik den BMI Film Music Award. Elisabeth Shue wurde für den Blockbuster Entertainment Award nominiert.

## Hintergrund
Die Dreharbeiten fanden in den Pinewood Studios in England, in Oxford und in Moskau statt. Die Produktionskosten betrugen schätzungsweise 70 Millionen US-Dollar. Der Film spielte weltweit ca. 169,5 Millionen US-Dollar ein, darunter ca. 61,4 Millionen US-Dollar in den Kinos der Vereinigten Staaten.
In der englischen Originalfassung spricht Roger Moore, Hauptdarsteller der Originalserie, die Stimme im Autoradio und den Schlusstext.
Zum Teil wurden Szenen auch in Sofia, Bulgarien, gedreht, darunter vor dem Nationaltheater „Iwan Wasow“.
Der Film wurde Elisabeth Leustig gewidmet, welche für das Casting verantwortlich war und während der Arbeiten für den Film in Moskau während eines Autounfalls mit Fahrerflucht tödlich verletzt wurde.